# Sint Martinusgasthuis
Het Sint Martinusgasthuis is een hofje en voormalig gasthuis in de stad Groningen, dat is aangewezen als gemeentelijk monument. Het gasthuis is gelegen in de Grote Leliestraat in de Hortusbuurt, de straat met de meeste hofjes en gasthuizen van de stad Groningen.

## Ontstaan en bouw
In 1869 werd de bouwaanvraag van de eerste woningen van het Sint Martinusgasthuis ingediend door de rooms-katholieke instelling van weldadigheid Liefde tot God en onze Evennaasten. De bouw van het gasthuis ging van start en rond 1880 konden de eerste rooms-katholieke, wat oudere bewoners een huisje in het gasthuis betrekken. Deze zgn. conventualen dienden zich wel fatsoenlijk te gedragen; ordeverstoring, onzedelijk gedrag e.d. was uit den boze.

Pas in 1892 krijgt het gasthuis zijn huidige symmetrische vorm met het verrijzen van een aantal huisjes aan de straatkant.

## Nieuwe ontwikkelingen
In de jaren '60 van de twintigste eeuw kregen conventualen steeds minder belangstelling voor de huisjes en werden zij geleidelijk aan steeds meer vervangen door 'gewone' huurders van verschillende leeftijden. In 1987 wordt het gasthuis verkocht aan woningbouwvereniging Concordia (huidige naam: De Huismeesters), die het gasthuis grondig renoveert en verschillende huisjes samenvoegt. Momenteel wordt het Sint Martinusgasthuis voornamelijk bewoond door dertigers en veertigers.